# Tatort: Wunder gibt es immer wieder
Wunder gibt es immer wieder ist ein Fernsehfilm aus der Krimireihe Tatort. Der vom Bayerischen Rundfunk produzierte Beitrag ist die 1182. Tatort-Episode und wurde am 19. Dezember 2021 im SRF, im ORF und im Ersten erstausgestrahlt. Das Münchner Ermittlerduo Batic und Leitmayr ermittelt in seinem 88. Fall.

## Handlung
Stefan Lechner, der Wirtschaftsprüfer eines Nonnenklosters im Voralpenland, verstirbt während einer Zugfahrt und wird am Münchner Hauptbahnhof tot aufgefunden. Er wurde wahrscheinlich mit Geflecktem Schierling vergiftet. Zudem hat er einige Hämatome, die auf Schläge mit einem stumpfen Gegenstand hinweisen. Stutzig macht die Ermittler, dass er eine größere Geldsumme bei sich trug. Die Münchner Kommissare Ivo Batic und Franz Leitmayr ermitteln im nur scheinbar beschaulichen Leben der gottesfürchtigen Klosterschwestern. Die Ermittlungen gestalten sich zunächst schwierig, da die Nonnen sehr verschwiegen sind. Zudem besuchen zwei Offizielle aus dem Vatikan das Kloster in einer „kircheninternen Angelegenheit“.
Im Laufe der Ermittlungen gerät Hausmeister Friedrich Neubauer in das Blickfeld der beiden Kommissare. Er ist vorbestraft und hatte nach einer längeren Haftstrafe durch Priorin Barbara die Anstellung im Kloster gefunden. Zudem wurde er von Schwester Antonia, einer Novizin, dabei beobachtet, wie er gewalttätig gegen Lechner wurde. Unklar sind den Ermittlern auch das Katzengeschrei in der Nacht sowie die Rolle des jungen Sandro, der das Kloster häufig besucht und dem die Nonnen eine Ausbildung weiter weg vermitteln wollen.
Den beiden Ermittlern fallen Unregelmäßigkeiten bei der Rechnungsstellung von Neubauer auf. Zudem wackelt sein Alibi. Bei einem Spaziergang finden die Ermittler zudem das Grab einer siebten Nonne, die sich angeblich „zur inneren Einkehr“ zurückgezogen habe. Es stellt sich heraus, dass die Existenz des Klosters auf dem Spiel steht. Die Nonnen haben den Tod der Schwester verschwiegen, da mindestens sieben Schwestern benötigt werden, um das Kloster zu rechtfertigen. Deshalb sind auch die beiden Kirchengelehrten aus dem Vatikan zugegen, die ein von Schwester Julia gemeldetes Wunder überprüfen sollten: die Madonna habe Tränen aus Blut geweint.
Die zahlreichen Indizien rechtfertigen eine Hausdurchsuchung. Bei dieser wird Neubauer aufgefunden, der offensichtlich ebenfalls mit dem Schierling vergiftet worden war. Er lebt, befindet sich aber in einem nicht vernehmungsfähigen Zustand. Höchstwahrscheinlich wurde er sogar vor den Augen der Kommissare vergiftet.
Schließlich kommen Batic und Leitmayr hinter ein weiteres Geheimnis des Klosters: Sandro hat mit Schwester Antonia ein Kind gezeugt, das die Nonnen versteckt halten. Dies reicht nun den Ermittlern, um den Fall aufzuklären: Die Nonnen versuchten, den Wirtschaftsprüfer zu bestechen, da er hinter mehrere Geheimnisse des Klosters gekommen war. Das Geld wurde durch Aktiengeschäfte von Schwester Angela erwirtschaftet und über den Hofladen gewaschen. Durch die Rechnungen für nicht erledigte Dienstleistungen wurde es an Neubauer gezahlt, der es wiederum an Lechner weitergab. Er verprügelte den Wirtschaftsprüfer bei der Abreise, weil er sauer über dessen Erpressungsversuch war. Vergiftet wurde Lechner aber von Schwester Klara. Diese hatte vor ihrem Klosterleben im Gefängnis gesessen, weil sie ihren Ehemann vergiftet hatte. Das Gift für Neubauer stammte ebenfalls von Schwester Klara, galt aber eigentlich Sandro, um diesen für ein paar Tage den Ermittlungen zu entziehen. Sie wird daraufhin abgeführt.
Am Ende nehmen Batic und Leitmayr Sandro im Auto mit, der sich enttäuscht zeigt, dass das Kloster nun sicherlich geschlossen wird. Darauf entgegnet ihm Leitmayr: „Abwarten. Wunder gibt es immer wieder.“ Die letzte Einstellung zeigt, wie die Jungfrau Maria eine blutige Träne weint.

## Hintergrund
Der Film wurde vom 29. Juni 2021 bis zum 28. Juli 2021 in München und im Kloster Reisach in Oberaudorf gedreht. Das Kloster wurde zwei Jahre vor den Dreharbeiten aufgelöst. Die Idee für das Mordgift geht auf den sogenannten Schierlingsbecher zurück, der bei Hinrichtungen gereicht wurde. Der Gefleckte Schierling ist tatsächlich hochgiftig. Rein optisch ähnelt er der ungiftigen Schafgarbe.
Regisseurin Maris Pfeiffer sagte über die Episode, „es sollte ein leichter Sommerfilm werden. Doch bei der Recherche fiel uns auf, dass unsere Vorstellung vom Klosterleben wenig mit der Realität zu tun hatte. Wir hatten uns Nonnen als respektable, gläubige, aber von dem, was wir als Leben verstehen, zurückgezogene Frauen vorgestellt. Und trafen weltoffene, reflektierte und total im Leben stehende Frauen, die sich nach langer Prüfung für ein Leben in einer Ordensgemeinschaft entschieden hatten.“

## Rezeption

### Kritiken
Der Tatort wurde überwiegend als solide bis gut bewertet, wobei sich jedoch insbesondere Christian Buß auf Spiegel Online negativ äußerte:

„Hat dem Kommissar da jemand was Giftiges in den Nachttrunk gemischt? Das ist leider auch schon die einzige fesselnde Frage in diesem »Tatort«, der ein bisschen unentschieden zwischen sehr gedrosselter Nunsploitation und arg gebremster Kirchenkritik seiner Auflösung entgegenschnurrt. Ein wenig mehr robuste Action in »1000 Todsünden«-Machart und ein bisschen weniger gottgefälliger Klosterschmonzes à la »Um Himmels Willen« hätte dieser Religionsschnurre ganz gutgetan.“

„Das inzwischen verbreitete Klostersterben erweist sich im Film aber als das Drama, das keine Komödie neben sich duldet. Jetzt käme ein Wunder recht, aber nicht jeder hat die Nerven, auf so was zu warten. Am Ende fahren alle Männer nach Hause.“

Gut kam der Tatort im Stern an. Laut dem Rezensenten lohne sich das Einschalten, „wenngleich der eigentliche Mordfall ein bisschen zu konstruiert“ wirke. Dafür gebe es „viele sehr sehenswerte Einzelszenen“. Auch die dargestellten Nonnen seien sehr gut gespielt: „Von den dargestellten Nonnen ist trotz optischer Uniformität jede ein echter Charakter.“

### Einschaltquoten
Die Erstausstrahlung von Wunder gibt es immer wieder am 19. Dezember 2021 wurde in Deutschland von 9,06 Millionen Zuschauern gesehen und erreichte einen Marktanteil von 26,6 % für Das Erste. Die gleichzeitig ausgestrahlte Folge „Weihnachtsgrüße aus dem Himmel“ der Fernsehserie Frühling sahen 5,08 Millionen Zuschauer (14,9 %), während das Finale der elften Staffel von The Voice of Germany 1,7 Millionen Zuschauer (6,2 %) verfolgten.